# 紀伊山地
紀伊山地（日语：／ Kii sanchi */?）是日本紀伊半島中央構造線以南的山地。侵蝕作用顯著，形成發達的險峻地形。山地涵蓋三重縣、奈良縣、和歌山縣。脊梁大略呈東北-西南走向，高度約1500公尺左右。最高峰是1,915公尺的八經岳（八劍山）。
從8世紀左右開始就成為人們關注的聖地，並曾記述於古事記及日本書紀等古書籍。佛教傳入以後，山岳佛教與結合佛教及日本土著信仰的修驗道在此成立修行地高野山與吉野，之後還成為以熊野三山為中心的熊野信仰靈場。在這樣的背景之下，紀伊山地三座靈場與相關參拜道路以紀伊山地的聖地及朝聖路登錄為世界遺產。

## 地形

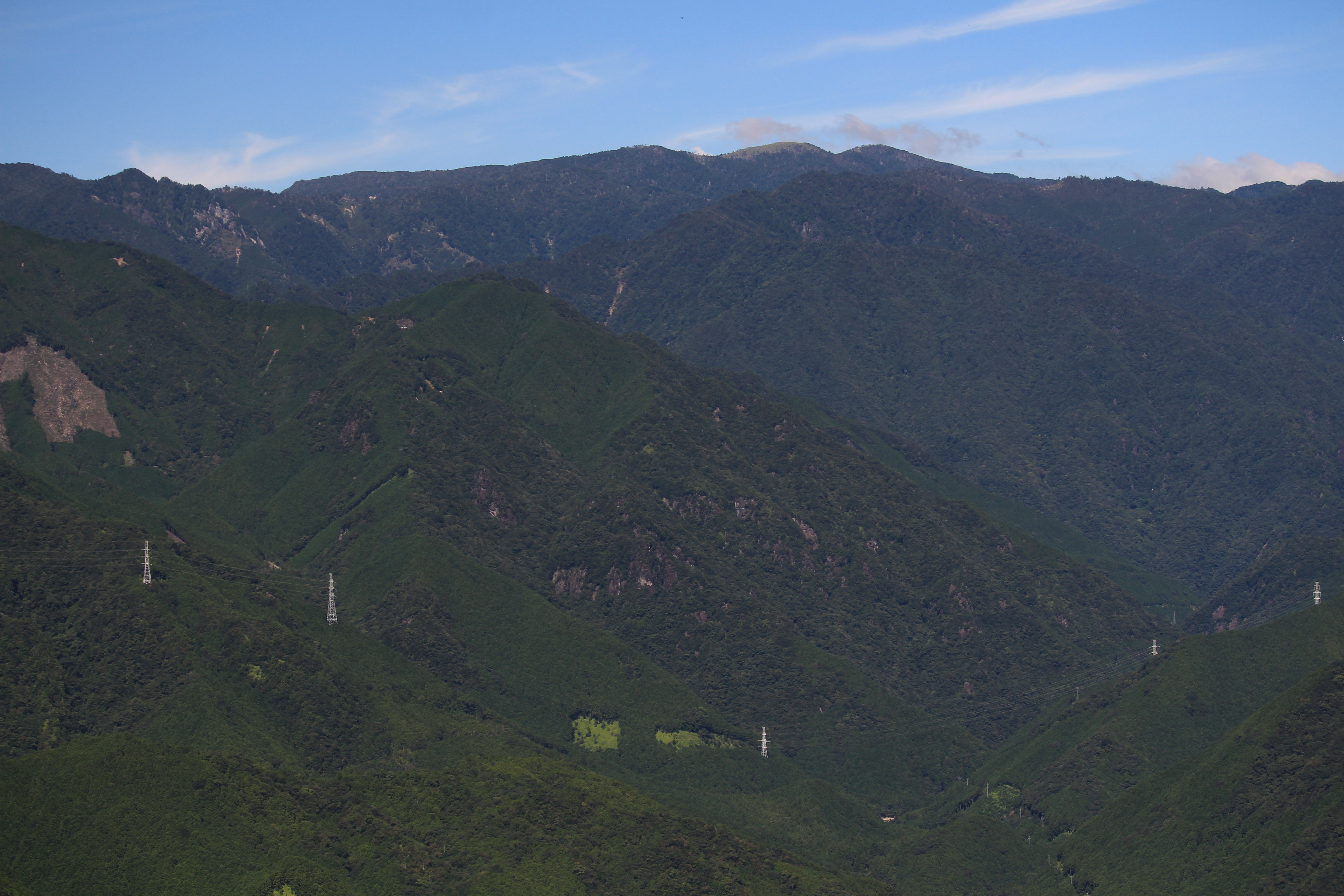
遠望大台原山

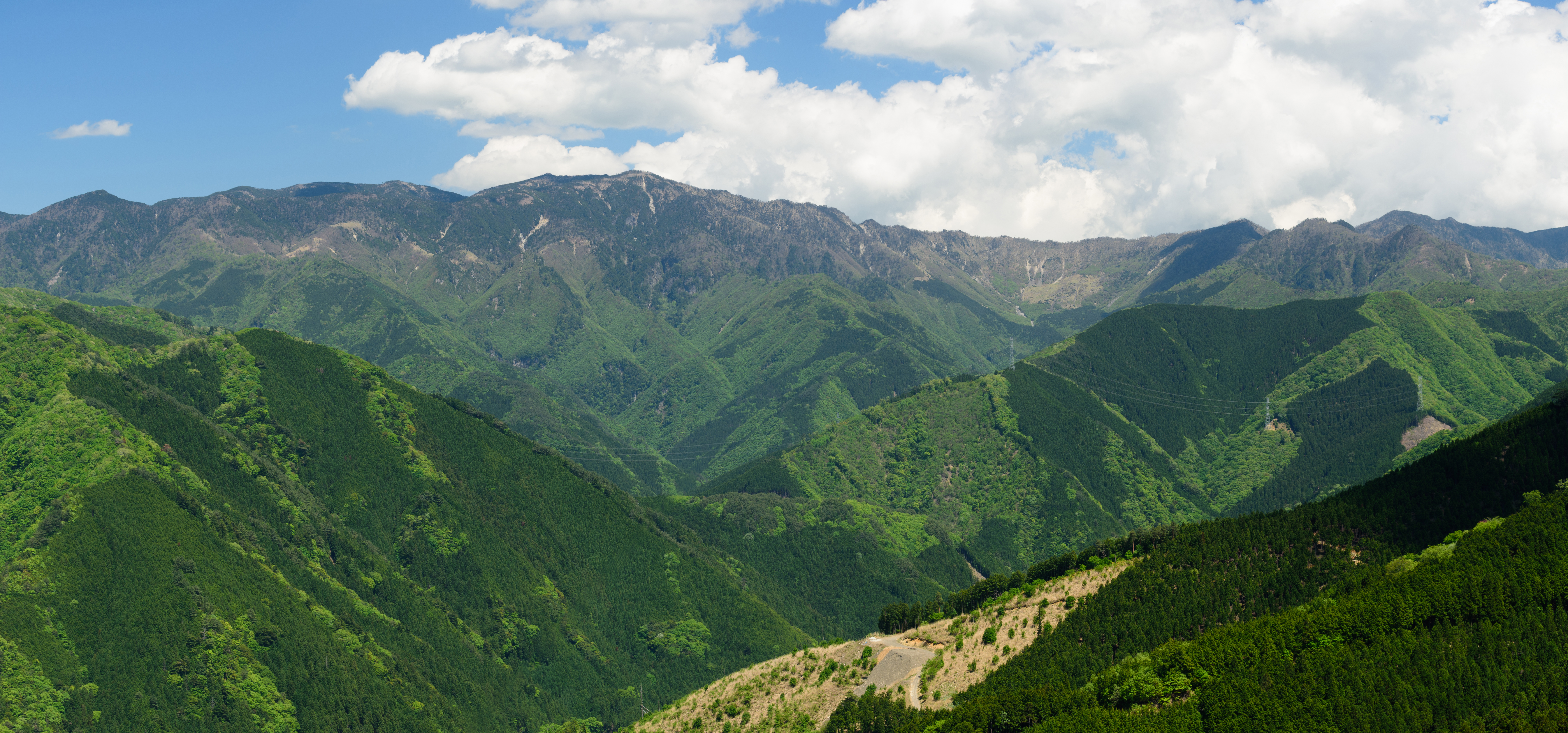
頂仙岳眺望弥山 (奈良縣)、八經岳至佛性岳

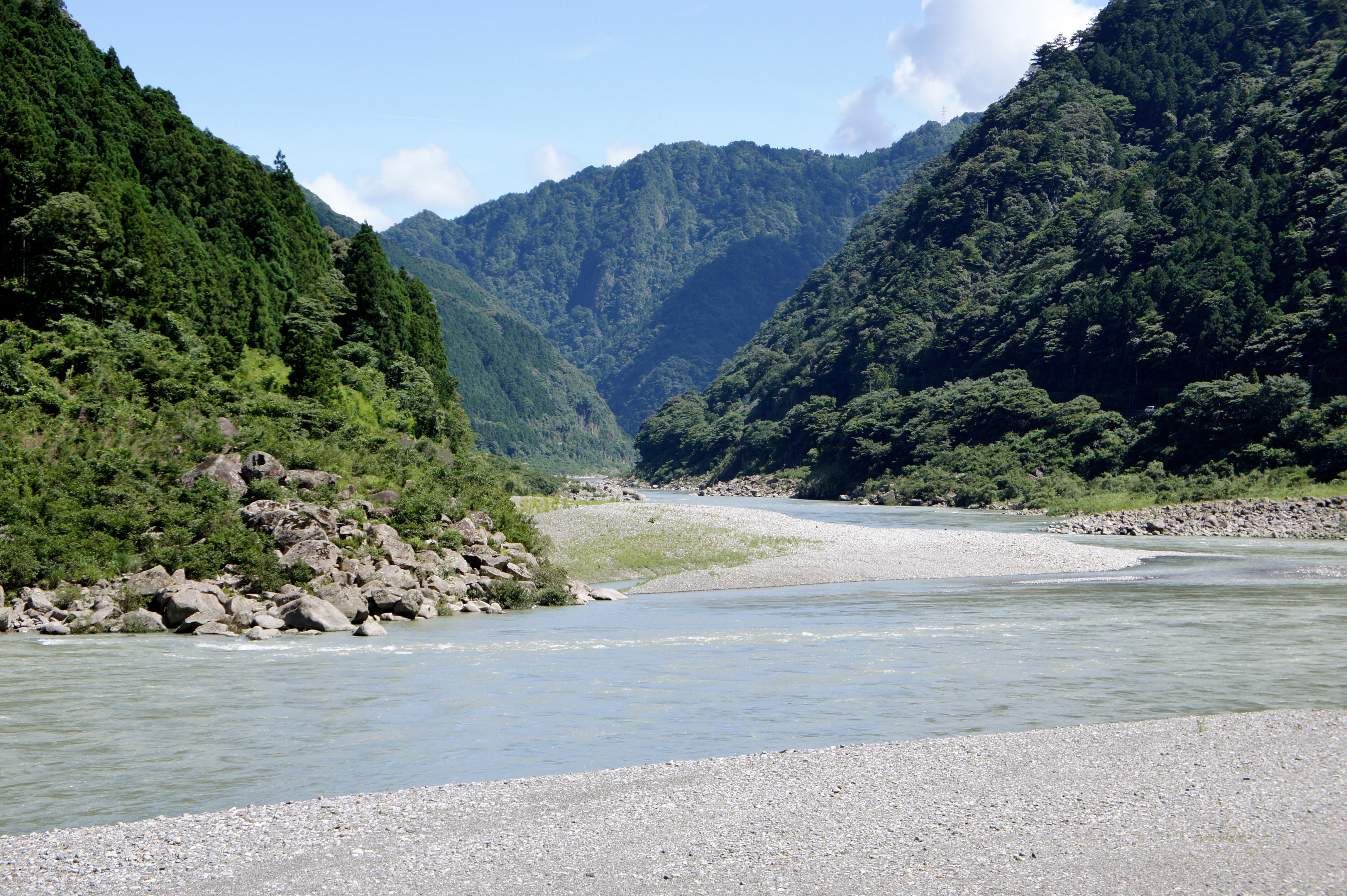
熊野川

紀伊山地大致上呈現中央部最高的圓頂形，是典型的隆起山地。幾乎沒有活斷層。
從大地貌形態來看，與四國山地一樣屬西南日本弧的外弧隆起帶。外弧隆起帶是菲律賓海板塊在南海海槽沉到西南日本弧所在的歐亞板塊下方時，歐亞板塊南端受到推擠向上所形成。之後，西南日本弧受到東西向的壓縮應力，使得弧呈現波狀。外弧隆起帶也因此形成隆起地形及沉降地形交互的樣貌，也就是現在的紀伊山地 - 紀伊水道 - 四國山地。
雖不比中部山岳地帶，但整體上侵蝕地形十分發達，侵蝕速度達1mm/年以上。山地有許多陡峭斜面。脊梁部標高在1500 - 1900公尺左右，主峰有八經岳（1,915公尺）、釋迦岳（1,800公尺）、山上岳（1,719公尺）等。此外，山地東部的主峰有大台原山（1,695公尺），山地南部的主峰為大塔山（1,122公尺）。
紀伊山地中流域最大的河川是新宮川水系（熊野川），涵蓋了大部分山地中央地帶。其他主要河川有山地北部的吉野川水系與宮川水系，山地西部的有田川水系與日高川水系，山地南部的日置川水系與古座川水系。

## 地質

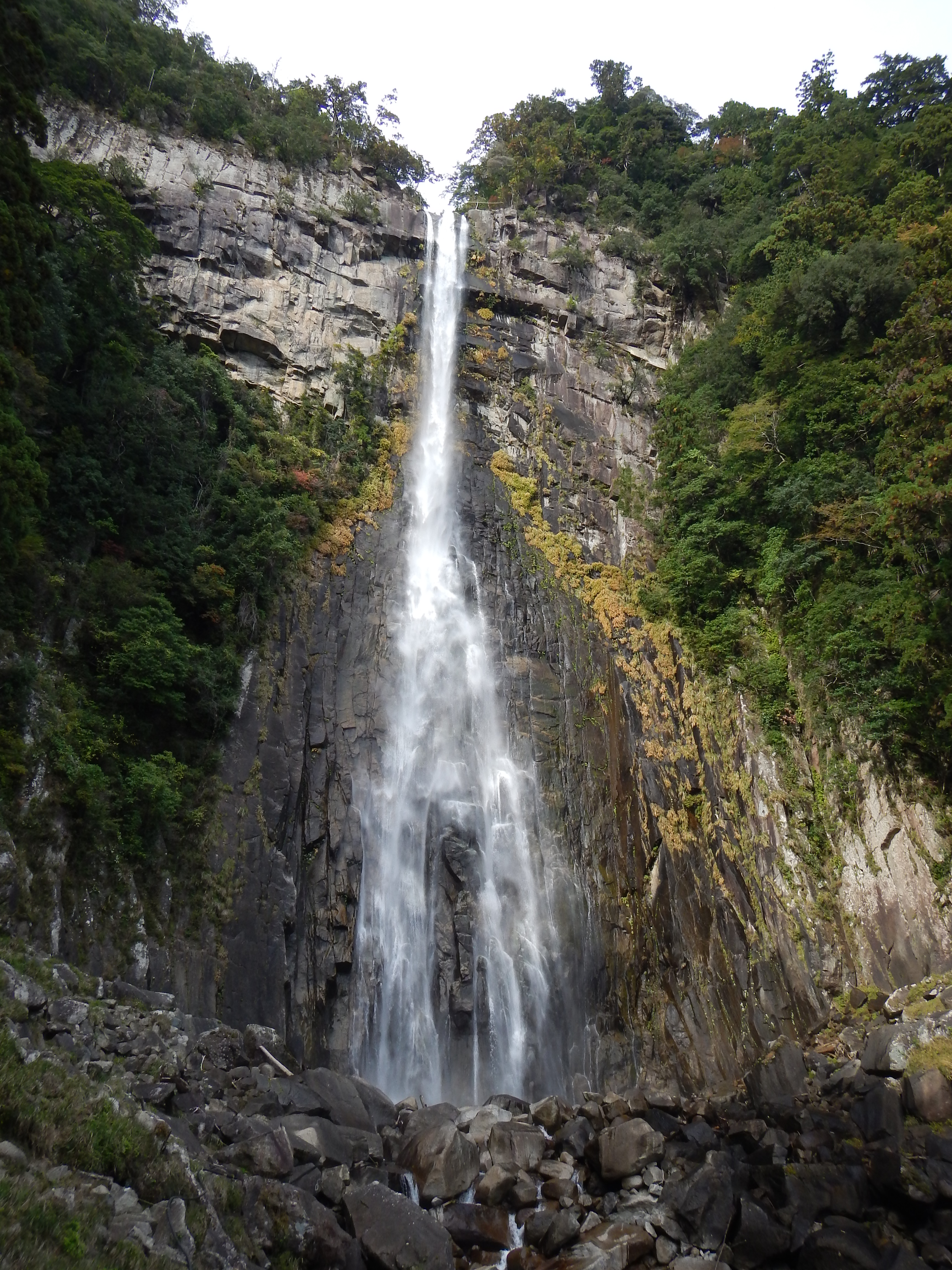
那智瀑布

紀伊山地從地質上可分為三大區域，分別為佔據山地絕大部分的增生楔區域、增生楔層及中新世堆積岩層不整合重疊區域、火山性酸性岩類區域。
通過紀之川北岸的中央構造線以南全域多屬於四万十帶。西北部則有三波川帶、秩父帶、黑瀨川帶帶狀分布，東北部也屬秩父帶。四万十帶越往北部越為古老，最北的日高川層群形成時期在白堊紀，南方的音無川層群、牟婁層群則是第三紀層。以上皆是增生楔區域。
牟婁層群東方的熊野層群與西方的田邊層群是中新世堆積岩層與四萬十帶不整合重疊區域。兩者皆比牟婁層群年輕，約略形成於約1400萬年前。
火山性酸性岩類分布於紀伊山地東南部，主要是熊野層群成立約1400萬年以後的火山活動所形成的熊野酸性岩類。從那智瀑布到熊野灘沿岸，特別是在海岸地區受到海蝕、風蝕影響形成獨特的奇岩景觀。此外，脊梁部附近也可見到呈狹長分布的大峰酸性岩類。

## 外部連結
- 和歌山縣地質[] - 和歌山市立兒童科學館
- . kotobank （日语）.